# 1969 في تركيا
فيما يلي قوائم الأحداث التي وقعت خلال عام 1969 في تركيا.

## سياسة

### تعيين في المنصب
- 12 أكتوبر – إبراهيم بدر الدين الألمالي عضو في البرلمان التركي.

## مواليد

### يناير
- 1 يناير – أيمي أليسون
- 11 يناير – فولكان أيطن لاعب كرة سلة تركي.
- 13 يناير – قينجو قولان

### فبراير
- 25 فبراير – نصليحان يلدان ممثلة تركية.

### مارس
- 26 مارس – محسون قرمز غل
- 28 مارس – نازان كسال ممثلة تركية.
- 31 مارس – أرزو جامزي ممثلة تركية.[1]
- 31 مارس – مراد أمير سياسي تركي.

### أبريل
- 11 أبريل – بتول كيزلوك باولي ممثلة تركية.
- 18 أبريل – سيردار دينيز ممثل تركي.

### يونيو
- 5 يونيو – جودت مرجان

### يوليو
- 11 يوليو – زينب كاراهان أوسلو سياسية تركية.

### أغسطس
- 15 أغسطس – ياتكين ديكينسيلير ممثل تركي.

### سبتمبر
- 22 سبتمبر – يلتجين أكدوغان سياسي تركي.

### أكتوبر
- 10 أكتوبر – ديلسا ديمرباغ ستين كاتبة وصحفية سويدية.
- 15 أكتوبر – مصطفى كان صحفي سويدي.

### نوفمبر
- 5 نوفمبر – ملتم جومبول ممثلة تركية.
- 19 نوفمبر – أرطغرل ساغلام لاعب كرة قدم تركي.[2]
- 21 نوفمبر – سليمان صويلو سياسي تركي.
- 22 نوفمبر – بننو يلدرملار[3]

### ديسمبر
- 9 ديسمبر – عائشة أرمان

## وفيات

### يناير
- 1 يناير – أحمد علي تشليكتن (مواليد 1883)[4]
- 1 يناير – دوغان نادي أبالي أوغلو (مواليد 1913) مؤلف تركي.
- 1 يناير – فاطمة نوديا يالتشي (مواليد 1904)
- 1 يناير – فيلكسينوس يوحنا دولباني (مواليد 1885)[5]

### فبراير
- 16 فبراير – جوزيف شوستر (مواليد 1903) موسيقي أمريكي.[6]

### أبريل
- 15 أبريل – يوسف كمال باي (مواليد 1878) سياسي عثماني ثم تركي.

### أكتوبر
- 22 أكتوبر – بهيجة خانم أفندي (مواليد 1882)